# Нанайская литература
Нана́йская литерату́ра — литература нанайцев — коренного малочисленного народа Дальнего Востока, проживающего по берегам Амура и его притоков Уссури и Сунгари в России и Китае. Основными жанрами нанайского фольклора являются сказки (во многом посвящённые животным), предания и песни. Героико-эпические сказки посвящены подвигам защитников рода Мэргэна и Пудин.

## История развития нанайской литературы
На развитие нанайской литературы огромное влияние оказали русские учителя и учёные. Так, например, В. А. Аврорин активно содействовал развитию местной письменности и грамотности, а также поддерживал начинающих литераторов. Под его руководством были созданы и опубликованы первые книги.[когда?]
Вскоре начали издаваться первые журналы и газеты на нанайском языке — «Новый путь», «Учебный путь», «Новая жизнь» и др.
К раннему этапу развития нанайской литературы относятся произведения Б. Ходжера, К. Гейкера и др. На фоне того времени выделяется творчество А. Самара, который затрагивал общественные темы и воспевал красоту родного края. Впервые была затронута и тема любви. Его продолжателем стал А. Пассар, активно развивавший жанр песни.
К более позднему периоду относится творчество Г. Г. Ходжера. На литературном конкурсе VI Всемирного фестиваля молодежи и студентов в Москве его рассказ «Мой знакомый пчеловод» был удостоен золотой медали. Трилогия «Амур широкий» удостоена Государственной премии РСФСР им. М. Горького (1973).
В настоящее время на нанайский язык переводятся произведения русских классиков и современных писателей.

## Своеобразие нанайской сказки
Нанайские сказки отражают языческие представления и уклад жизни народа. В них заложены наблюдательность и тысячелетний опыт. В сюжете нанайских сказок наблюдается соединение сюжетов и контаминация, что свидетельствует о самобытном мышлении. Главные герои во многом опоэтизированы. Характерной особенностью нанайских сказок является обилие междометий и звукоподражательных слов.